# حمام پیرزرگر
حمام پیرزرگر مربوط به دوره قاجار است و در اردبیل، محله پیرزرگر، مسجد پیر زرگر واقع شده و این اثر در تاریخ ۱۰ خرداد ۱۳۸۲ با شمارهٔ ثبت ۸۸۹۶ به‌عنوان یکی از آثار ملی ایران به ثبت رسیده است.